# SN 1997eg
SN 1997eg – supernowa typu IIn odkryta 4 grudnia 1997 roku w galaktyce NGC 5012. W momencie odkrycia miała maksymalną jasność 15,60m.